# Sakurazawa Yasunori
Yasunori Sakurazawa  (桜澤泰徳), även känd som Sakura, född 20 november 1969 i Tokyo, Japan, är en japansk musiker som huvudsakligen inriktar sig på trummor. Han har spelat för bland annat Sons Of All Pussys, Tamamizu, och sitt eget band Zigzo. Mest känd är han dock för att ha varit trummis i L'Arc-en-Ciel 1992-1997.